# Convenzione di Berna per la protezione delle opere letterarie e artistiche
La Convenzione di Berna per la protezione delle opere letterarie e artistiche (conosciuta anche come Convenzione Universale sul Diritto d'Autore), adottata a Berna nel 1886, è un accordo internazionale che stabilisce per la prima volta il riconoscimento reciproco del diritto d'autore tra le nazioni aderenti. È ancora in vigore oggi e grazie a essa sono state appianate le divergenze internazionali sul diritto d'autore.

## Origine
L'idea originale di questa convenzione si fa comunemente risalire a Victor Hugo, secondo il quale ciascuna nazione civilizzata avrebbe dovuto tutelare i propri autori in modo uniforme. Le origini scatenanti sono tuttavia più antiche e coincidono con la nascita del concetto stesso di diritto d'autore, e dei relativi interessi economici e morali. Hugo fu infatti, nella doppia veste di autore e di Deputato della Terza Repubblica, uno degli artefici della legislazione francese sul diritto d'autore e ispiratore della Convenzione di Berna.
Prima dell'adozione della convenzione, le nazioni spesso si rifiutavano di riconoscere sul materiale di nazioni straniere il diritto d'autore. Così per esempio un lavoro pubblicato a Londra da un cittadino britannico era tutelato nel Regno Unito ma liberamente riproducibile in Francia, così come un lavoro pubblicato a Parigi da un francese era protetto in Francia ma liberamente riproducibile nel Regno Unito. La convenzione di Berna nasceva quindi con il principale intento di proteggere in maniera uniforme ed efficace i diritti degli autori in riguardo alle opere artistiche e letterarie.

## Contenuti
La convenzione di Berna stabilì per prima la reciprocità della tutela del copyright tra numerosi stati sovrani di tutti i continenti: ogni contraente deve riconoscere come soggetto a diritto d'autore anche il lavoro creato da cittadini degli altri stati che aderiscono ad essa. La tutela è automatica, nessuna registrazione è richiesta e neppure è necessario apporre un avviso di copyright. Inoltre alle nazioni firmatarie è proibito richiedere alcuna formalità che possa ostacolare il "godimento e l'esercizio" del diritto d'autore come, per esempio, una registrazione degli autori stranieri. I contraenti rimangono liberi di imporre richieste di registrazione o note di copyright ai propri autori e ad autori di nazioni non aderenti alla convenzione di Berna, ma questa pratica è molto raramente applicata eccetto che dagli Stati Uniti d'America.
I firmatari restano liberi di imporre registrazioni o pubblici requisiti agli autori domestici o agli autori provenienti da nazioni non firmatarie, ma nella pratica giuridica si tratta di casi di estrema rarità.
La convenzione stabilisce un termine minimo di tutela per tutta la vita dell'autore più 50 anni, ma le parti contraenti sono libere di estendere questo periodo, come ha fatto l'Unione europea con la direttiva sull'armonizzazione del diritto d'autore nel 1993. Gli Stati Uniti hanno più volte esteso il termine di copyright, l'ultima volta con il Sonny Bono Copyright Term Extension Act nel 1998.
Le nazioni soggiacenti alla prima versione del trattato possono scegliere di aderire, e per certi tipi di opere (come registrazioni musicali e film) si può aderire per termini minori, altrimenti l'attuale durata generale del copyright è pari alla vita dell'autore (o dell'ultimo autore sopravvissuto se ne esiste più di uno) più 70 anni. Negli Stati Uniti, nel caso di opere create da enti diversi da singoli individui, la durata è di 120 dalla creazione o di 95 anni dalla prima pubblicazione.
La convenzione si fonda su tre principi di base:
1. l'internazionalizzazione della normativa: il diritto d'autore viene tutelato in tutti gli Stati che ne fanno parte
2. il principio dell'indipendenza: l'esercizio dei diritti non è vincolato alla condizione che l'opera sia tutelata presso il paese di origine.
3. il principio della tutela automatica: non è necessaria nessuna registrazione, benché i singoli Stati siano comunque liberi di richiederle.

Inizialmente gli Stati Uniti rifiutarono di entrare nella convenzione, poiché ciò avrebbe richiesto importanti cambiamenti nella propria legislazione sul copyright (in particolare per quanto riguarda i diritti morali, la rimozione della necessità di registrazione e della nota di copyright). Così fu adottata la Convenzione universale sul diritto d'autore (CUA) nel 1952, per ovviare a queste obiezioni. Gli Stati Uniti aderirono alla convenzione di Berna nel 1989 e in base quanto in essa stabilito la nota di copyright non è più necessaria per ottenere la tutela del diritto d'autore. Tuttavia negli Stati Uniti, contrariamente al diritto d'autore conosciuto in Europa (Belgio, Francia, Italia, Spagna...) e per qualcuno dei 164 firmatari della Convenzione di Berna, il copyright esige il suo deposito, non per far esistere tale diritto, ma per farne valere i propri diritti sul territorio.
Al contrario, in Italia il copyright è un diritto automatico, il cui deposito prova il diritto di esistenza dell'opera creativa creazione a condizione che sia originale. Non appena il lavoro viene "fissato", ovvero scritto o registrato su qualsiasi supporto fisico, il suo autore è riconosciuto automaticamente come il titolare esclusivo dei diritti di distribuzione e copia del lavoro, di ogni lavoro derivato fino alla fine della validità del copyright e al passaggio dell'opera nel pubblico dominio.
La convenzione di Berna ebbe diverse revisioni: Berlino (1908), Roma (1928), Bruxelles (1948), Stoccolma (1967) e Parigi (1971). Dal 1967 la convenzione è amministrata dall'Organizzazione Mondiale per la Proprietà Intellettuale (WIPO).
Nel 1994 l'organizzazione mondiale del commercio (WTO) elaborò l'Accordo TRIPs (The Agreement on Trade Related Aspects of Intellectual Property Rights), in base al quale le nazioni aderenti (quasi tutte le nazioni mondiali sono membri del WTO) devono accettare pressoché tutte le condizioni della convenzione di Berna.
Nel 2013 il Trattato di Marrakech ha stabilito il principio che al diritto d'autore trova una limitazione nei confronti dei testi forniti al disabile visivo.

## Sintesi dei principali articoli
- Art 1:

"I Paesi ai quali si applica la presente Convenzione sono costituiti in Unione per la protezione dei diritti degli autori sulle loro opere letterarie ed artistiche.”
- Art 2: enuncia:

1) Le opere che sono tutelate, in particolare opere letterarie artistiche come: libri opuscoli, opere coreografiche, opere drammatiche, sermoni, opere di architettura, carte geografiche etc.;
2) Che i paesi dell'Unione possono escludere alcune di questi tipi di opere dalla tutela;
3) Si proteggono come opere originali, senza pregiudizio, le traduzioni, gli adattamenti, le riduzioni musicali e le altre trasformazioni di un'opera letteraria o artistica;
4) È riservato alle legislazioni dei Paesi dell'Unione di determinare la protezione da accordare ai testi ufficiali d'ordine legislativo;
5) Le enciclopedie e le antologie che, per la scelta o per disposizione, abbiano carattere di creazioni intellettuali sono protette come tali;
6) Le opere sopraindicate sono protette, in tutti i Paesi dell'Unione, nell'interesse dell'autore e dei suoi aventi causa;
7) È riservato alle legislazioni dei Paesi dell'Unione di determinare sia la sfera di applicazione delle leggi, sia le condizioni di protezione delle opere tutelate;
8) La protezione della Convenzione non si applica alle notizie del giorno od a fatti di cronaca che abbiano carattere di semplici informazioni di stampa.
- Art. 2-bis:

Lascia la facoltà ai singoli Paesi dell'Unione di decidere se escludere dalla tutela discorsi politici, allocuzioni pubbliche ed i discorsi pronunciati nei dibattimenti giudiziari.
- Art. 3:

Stabilisce quali siano gli autori e i soggetti che hanno diritto alla tutela della Convenzione.
- Art. 4:

Estende l'articolo tre anche agli autori di opere cinematografiche, di architettura etc.
- Art. 5-6:

Tratta le regole di applicazione della protezione fornita dalla convenzione, lasciando libertà ad i singoli paesi dell'unione di legiferare per garantire la tutela fornita dalla convenzione.
- Art. 6-bis:

Viene stabilito che indipendentemente dalla cessazione dei diritti patrimoniali d'autore, quest'ultimo conserva il diritto di paternità e può opporsi a deformazioni della sua opera.
- Art. 7:

Si stabilisce che la convenzione riconosce i diritti d'autore per tutta la vita di questo e per i cinquant'anni successivi alla sua morte. Vengono inoltre specificate varie eccezioni relazionate alla natura dell'opera da tutelare.
- Art. 8:

Dichiara che gli autori delle opere hanno il diritto di tradurre la loro opera oppure di autorizzarne la traduzione a terzi.
- Art. 9: 1) Gli autori di opere (protette dalla Convenzione) hanno il diritto esclusivo di autorizzare la riproduzione delle loro opere in qualsiasi maniera e forma. 2) I Paesi dell'Unione si riservano la facoltà di permettere la riproduzione delle opere in casi speciali, purché la riproduzione non rechi danno allo sfruttamento normale dell'opera e non causi un pregiudizio ingiustificato ai legittimi interessi dell'autore. 3) Qualsiasi registrazione sonora o visiva è considerata riproduzione ai sensi della presente Convenzione

- Art. 10-10bis:

Trattano quali siano le operazioni lecite o meno, e il modo corretto di applicarle, in materia di citazione ed uso di opere tutelate dal diritto d'autore.
- Art. 11-14: Specifica quali diritti vengono riconosciuti agli autori:
  - 11: autori di opere drammatiche, drammatico-musicali e musicali.
  - 11-bis e 11-ter: autori di opere letterarie ed artistiche.
  - 13: autori di opere musicali e musicali con parole.
  - 14, 14-bis, 14-ter: Trattazione in materia di riadattamento cinematografico di opere letterarie e tutele delle opere cinematografiche.
- Art. 15:

L'articolo dichiara che l'autore acquista la capacità di rivalersi dei diritti d'autore se il suo nome od il suo pseudonimo (riconducibile inequivocabilmente ad un autore reale) sono presenti nei modi d'uso delle opere.
L'articolo formalizza anche il ruolo dell'editore come legittimo rappresentante dell'autore e stabilisce chi può esercitare i diritti nel caso di autore anonimo.
- Art. 16:

Tratta la sequestrabilità delle opere contraffatte.
- Art. 17:

Stabilisce che la convenzione lascia comunque ai paesi che l'hanno sottoscritta il diritto di legiferare ulteriormente in determinate materie come ad esempio: circolazione delle opere, rappresentazione ed esportazione etc..
- Art. 18:

Afferma che le opere già tutelate in passato dal diritto d'autore e cadute oggi in mano pubblica non verranno ulteriormente tutelate.
- Art. 19: Le disposizioni della Convenzione non impediscono di rivendicare l'applicazione di più larghe disposizioni che emanate dalla legislazione di un Paese dell'Unione.
- Art. 20:

viene data ulteriore libertà ai Paesi membri di accordarsi fra di loro per concedere maggior diritti agli autori.
- Art. 22-26:

Si specifica la struttura della convenzione:
- 22: Funzioni, compiti, formazione etc. dell'Assemblea.
- 23: Funzioni, compiti, formazione etc. del Comitato esecutivo.
- 24: Funzioni, compiti, formazione etc. dell'Ufficio internazionale.
- 25: composizione del bilancio preventivo.
- 26: specifica come modificare (in futuro) gli artt. Dal 22 al 25.

- Art. 27: La presente Convenzione sarà sottoposta a revisioni, allo scopo di introdurvi miglioramenti atti a perfezionare il sistema dell'Unione.

- Art. 28:

Norme che regolano la ratifica, la firma e l'entrata in vigore della Convenzione.
- Art 29 e 29-bis:

Norme e modalità di adesione per i paesi estranei all'Unione.
- Art. 31:

Afferma che gli stati dell'unione possono (mediante dichiarazione all'Ufficio generale) far valere i diritti della convenzione anche solo in alcuni territori.
- Art. 32:

Stabilisce la validità dell'ultima revisione della convenzione di Berna.
- Art. 33:

Tratta della risoluzione e gestione delle controversie, riguardanti materie trattate nella convenzione, tra stati membri dell'Unione.
- Art. 35:

La convenzione non ha limiti di durata ma uno Stato membro può far richiesta di disdetta presso il Direttore Generale, abolendo in questo modo, nel suo paese, i diritti garantiti dalla convenzione.
- Art. 36: 1) Ogni Paese parte della presente Convenzione s'impegna ad adottare, conformemente alla propria costituzione, i provvedimenti necessari per assicurarne l'applicazione. 2) Dal momento in cui diviene parte della Convenzione, un Paese deve essere in grado di attuarne le disposizioni.

- Art. 37:

Modalità di preparazione e conservazione degli atti ufficiali della convenzione.
- Art. 38:

Riguarda particolari regole ed eccezioni applicabili a Stati facenti parti dell'Unione ma che non hanno ratificato questo Atto.
Fonti: Testo della Convenzione

## Cronologia
- Iniziata il: 9 settembre 1886
- Completata nel: 4 maggio 1896, Parigi
- Prima Revisione: 13 novembre 1908, Berlino - 20 marzo 1914, Berna
- Successive revisioni:

1. 2 giugno 1928, Roma
2. 26 giugno 1948, Bruxelles
3. 14 luglio 1967, Stoccolma
4. 24 luglio 1971, Parigi

## Negoziato e testo vigente in Italia
Al negoziato del primo testo della convezione del 1886, partecipa in qualità di delegato per l'Italia il diplomatico Emanuele Beccaria Incisa. 
La ratifica della revisione di Parigi del 23 luglio 1971 e il suo recepimento nel diritto italiano è avvenuto con legge 20 giugno 1978 n. 399. La successiva revisione del 28 settembre 1979 apporta modifiche minori relative alla gestione della WIPO. Benché tale modifica non sia stata ratificata dall'Italia è entrata in vigore automaticamente per tutti i Paesi dell'Unione il 19 novembre 1984 in ragione del raggiungimento della quota richiesta (due terzi dei Paesi aderenti).

## Paesi aderenti

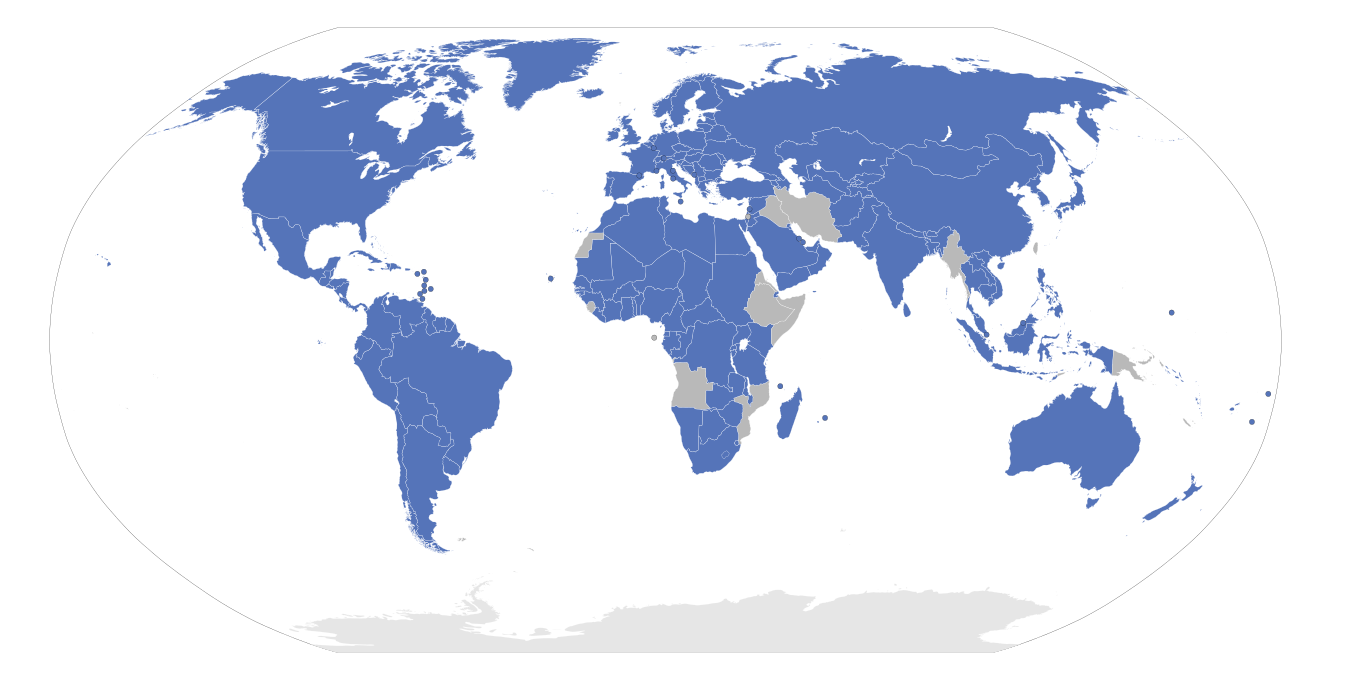
Paesi che aderiscono alla convenzione di Berna, in blu

In base ad una pubblicazione del Copyright Office statunitense, al gennaio 2003 la seguenti nazioni avevano recepito la convenzione di Berna:
- Albania 6 marzo 1994
- Algeria 19 aprile 1998
- Antigua e Barbuda 17 marzo 2000
- Argentina 10 giugno 1967
- Armenia 19 ottobre 2000
- Australia 14 aprile 1928
- Austria 1º ottobre 1920
- Azerbaigian 4 giugno 1999
- Bahamas 10 luglio 1973
- Bolivia 4 novembre 1993
- Brasile 9 febbraio 1922
- Cile 5 giugno 1970
- Colombia 7 marzo 1988
- Costa Rica 10 giugno 1978
- Ecuador 9 ottobre 1991
- Guatemala 28 luglio 1997
- Haiti 11 gennaio 1996
- Honduras 25 gennaio 1990
- Italia 20 giugno 1978 (legge di ratifica n. 399 del 20 giugno 1978)
- Messico 11 giugno 1967
- Nicaragua 23 agosto 2000
- Panama 8 giugno 1996
- Paraguay 2 gennaio 1992
- Perù 20 agosto 1988
- Repubblica Dominicana 24 dicembre 1997
- Stati Uniti 1º marzo 1989
- Uruguay 10 luglio 1967
- Arabia Saudita, Bahrain, Bangladesh, Barbados, Bielorussia, Belgio, Belize, Benin, Bhutan, Bosnia Erzegovina, Botswana, Bulgaria, Burkina Faso, Camerun, Canada, Capo Verde, Repubblica Centroafricana, Ciad, Cina, Città del Vaticano, Congo, Costa d'avorio, Croazia, Cuba, Cipro, Corea, Congo, Danimarca, Gibuti, Dominica, Egitto, El Salvador, Emirati Arabi Uniti, Estonia, Fiji, Filippine, Finlandia, Francia, Gabon, Gambia, Georgia, Germania, Ghana, Giappone, Giordania, Grecia, Grenada, Guinea, Guinea Equatoriale, Guinea-Bissau, Guyana, India, Indonesia, Irlanda, Islanda, Israele, Jamaica, Kazakistan, Kenya, Kyrgyzstan, Lesotho, Lettonia, Libano, Liberia, Libia, Liechtenstein, Lituania, Lussemburgo, Madagascar, Malawi, Malesia, Mali, Malta, Marocco, Mauritania, Mauritius, Micronesia (Stati federati di), Moldavia, Monaco, Mongolia, Namibia, Nuova Zelanda, Niger, Nigeria, Norvegia, Paesi Bassi, Oman, Pakistan, Polonia, Portogallo, Qatar, Regno Unito, Repubblica Ceca, Repubblica di Corea, Romania, Russia, Ruanda, Saint Kitts e Nevis, Santa Lucia, Saint Vincent e Grenadine, Senegal, Serbia e Montenegro, Singapore, Slovacchia, Slovenia, Sudafrica, Spagna, Sri Lanka, Sudan, Suriname, Swaziland, Svezia, Svizzera, Siria, Tagikistan, Thailandia, Macedonia, Togo, Tonga, Trinidad e Tobago, Tunisia, Turchia, Ungheria, Ucraina, Tanzania, Venezuela, Vietnam, Zambia, Zimbabwe